# Diaphorus exunguiculatus
Diaphorus exunguiculatus är en tvåvingeart som beskrevs av Octave Parent 1925. Diaphorus exunguiculatus ingår i släktet Diaphorus och familjen styltflugor. Inga underarter finns listade i Catalogue of Life.